# Hermes Italiana SA
Hermés Italiana S.A. was een Belgisch-Italiaans automerk dat werd opgericht Baron Pierre de Crawhez en Alberto Manzi-Fe.
De hoofdzetel was Rome, hoewel productie plaats vond in Napels en Luik. Het ontwerp was gebaseerd op de uit Luik afkomstige Mécanique et Moteurs dat een model 16 CV in haar programma had. De firma ontstond vlak voor een financiële crisis en zou al snel de deuren sluiten. Het chassis van de Hermes werd gemaakt door Dyle et Bacalan.